# Menhir von Couinandré

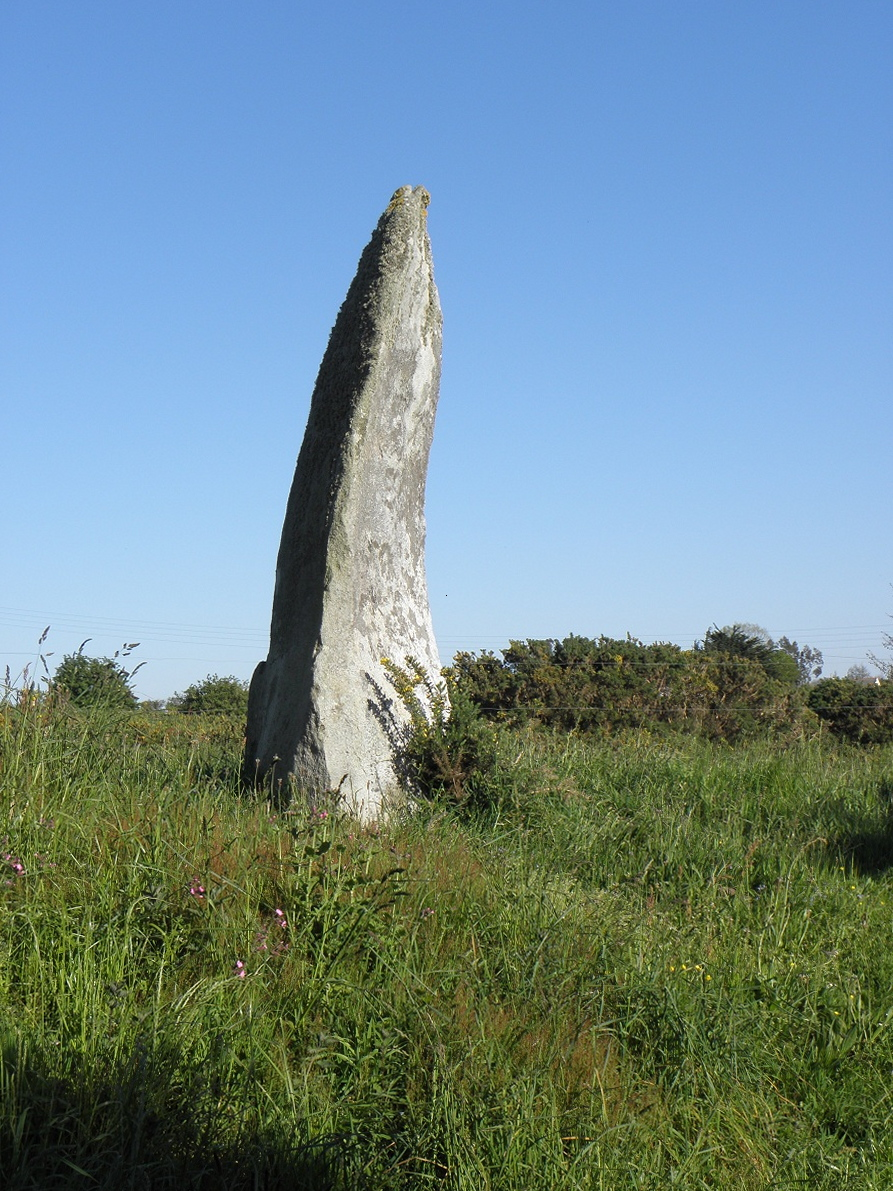
Menhir von Couinandré

Der Menhir von Couinandré (auch Menhir von Créac’h Ar Vrenn genannt) steht östlich von Plouescat bei Saint-Pol-de-Léon im Département Finistère in der  Bretagne in Frankreich.
Der leicht schief stehende Menhir ist etwa 4,0 Meter hoch. Er steht in einer für Menhire seltsamen Position, nicht auf dem Hügel oder an einem Bach. Unmittelbar benachbart ist der Dolmen von Créac’h-ar-Vrenn.
In der Nähe stehen der Menhir d’Irvit und der Menhir von Cam Louis.